# Federico Guglielmo di Hannover
Federico Guglielmo di Hannover (Londra, 13 maggio 1750 – Londra, 29 dicembre 1765) fu un membro della famiglia reale britannica.

## Biografia
Il principe Federico Guglielmo di Hannover nacque il 13 maggio 1750 a Leicester House a Londra, e venne battezzato in quel luogo quattro giorni dopo la sua nascita, dal Vescovo di Oxfors, Thomas Secker. Suo padre era Federico di Hannover, Principe del Galles, figlio primogenito del Re Giorgio II d'Inghilterra e di Carolina di Brandeburgo-Ansbach. Sua madre era invece Augusta di Sassonia-Gotha-Altenburg. Suoi padrini furono il fratello maggiore Giorgio, suo zio materno Guglielmo di Sassonia-Gotha-Altenburg e sua sorella Augusta.
Il principe morì ancora giovane il 29 dicembre 1765 a Leicester House.

## Ascendenza
|                                         |                                        |                                           | Genitori                                               |  |  | Nonni |  |  | Bisnonni                |  |  | Trisnonni                             |  |
|                                         |                                        |                                           |                                                        |  |  |       |  |  | Giorgio I d'Inghilterra |  |  | Ernesto Augusto di Brunswick-Lüneburg |  |
|                                         |                                        |                                           |                                                        |  |  |       |  |  | Giorgio I d'Inghilterra |  |  | Ernesto Augusto di Brunswick-Lüneburg |  |
|                                         |                                        | Sofia del Palatinato                      |                                                        |  |  |       |  |  | Giorgio I d'Inghilterra |  |  |                                       |  |
| Giorgio II d'Inghilterra                |                                        |                                           |                                                        |  |  |       |  |  | Giorgio I d'Inghilterra |  |  |                                       |  |
|                                         |                                        | Sofia Dorotea di Celle                    | Giorgio Guglielmo di Brunswick-Lüneburg                |  |  |       |  |  |                         |  |  |                                       |  |
|                                         |                                        | Sofia Dorotea di Celle                    | Giorgio Guglielmo di Brunswick-Lüneburg                |  |  |       |  |  |                         |  |  |                                       |  |
|                                         |                                        | Sofia Dorotea di Celle                    | Éléonore d'Esmier d'Olbreuse                           |  |  |       |  |  |                         |  |  |                                       |  |
| Federico, Principe del Galles           |                                        | Sofia Dorotea di Celle                    |                                                        |  |  |       |  |  |                         |  |  |                                       |  |
|                                         |                                        | Giovanni Federico di Brandeburgo-Ansbach  | Alberto II di Brandeburgo-Ansbach                      |  |  |       |  |  |                         |  |  |                                       |  |
|                                         |                                        | Giovanni Federico di Brandeburgo-Ansbach  | Alberto II di Brandeburgo-Ansbach                      |  |  |       |  |  |                         |  |  |                                       |  |
|                                         |                                        | Giovanni Federico di Brandeburgo-Ansbach  | Margherita Sofia di Oettingen-Oettingen                |  |  |       |  |  |                         |  |  |                                       |  |
| Carolina di Brandeburgo-Ansbach         |                                        | Giovanni Federico di Brandeburgo-Ansbach  |                                                        |  |  |       |  |  |                         |  |  |                                       |  |
|                                         |                                        | Giovanna Elisabetta di Baden-Durlach      | Federico VI di Baden-Durlach                           |  |  |       |  |  |                         |  |  |                                       |  |
|                                         |                                        | Giovanna Elisabetta di Baden-Durlach      | Federico VI di Baden-Durlach                           |  |  |       |  |  |                         |  |  |                                       |  |
|                                         |                                        | Giovanna Elisabetta di Baden-Durlach      | Cristina Maddalena del Palatinato-Zweibrücken-Kleeburg |  |  |       |  |  |                         |  |  |                                       |  |
| Federico Guglielmo di Gran Bretagna     |                                        | Giovanna Elisabetta di Baden-Durlach      |                                                        |  |  |       |  |  |                         |  |  |                                       |  |
|                                         | Federico I di Sassonia-Gotha-Altenburg | Ernesto I di Sassonia-Coburgo-Altenburg   |                                                        |  |  |       |  |  |                         |  |  |                                       |  |
|                                         | Federico I di Sassonia-Gotha-Altenburg | Ernesto I di Sassonia-Coburgo-Altenburg   |                                                        |  |  |       |  |  |                         |  |  |                                       |  |
|                                         | Federico I di Sassonia-Gotha-Altenburg | Elisabetta Sofia di Sassonia-Altenburg    |                                                        |  |  |       |  |  |                         |  |  |                                       |  |
| Federico II di Sassonia-Gotha-Altenburg | Federico I di Sassonia-Gotha-Altenburg |                                           |                                                        |  |  |       |  |  |                         |  |  |                                       |  |
|                                         |                                        | Maddalena Sibilla di Sassonia-Weissenfels | Augusto di Sassonia-Weissenfels                        |  |  |       |  |  |                         |  |  |                                       |  |
|                                         |                                        | Maddalena Sibilla di Sassonia-Weissenfels | Augusto di Sassonia-Weissenfels                        |  |  |       |  |  |                         |  |  |                                       |  |
|                                         |                                        | Maddalena Sibilla di Sassonia-Weissenfels | Anna Maria di Meclemburgo-Schwerin                     |  |  |       |  |  |                         |  |  |                                       |  |
| Augusta di Sassonia-Gotha-Altenburg     |                                        | Maddalena Sibilla di Sassonia-Weissenfels |                                                        |  |  |       |  |  |                         |  |  |                                       |  |
|                                         |                                        | Carlo Guglielmo di Anhalt-Zerbst          | Giovanni di Anhalt-Zerbst                              |  |  |       |  |  |                         |  |  |                                       |  |
|                                         |                                        | Carlo Guglielmo di Anhalt-Zerbst          | Giovanni di Anhalt-Zerbst                              |  |  |       |  |  |                         |  |  |                                       |  |
|                                         |                                        | Carlo Guglielmo di Anhalt-Zerbst          | Sofia Augusta di Holstein-Gottorp                      |  |  |       |  |  |                         |  |  |                                       |  |
| Maddalena Augusta di Anhalt-Zerbst      |                                        | Carlo Guglielmo di Anhalt-Zerbst          |                                                        |  |  |       |  |  |                         |  |  |                                       |  |
|                                         |                                        | Sofia di Sassonia-Weissenfels             | Augusto di Sassonia-Weissenfels                        |  |  |       |  |  |                         |  |  |                                       |  |
|                                         |                                        | Sofia di Sassonia-Weissenfels             | Augusto di Sassonia-Weissenfels                        |  |  |       |  |  |                         |  |  |                                       |  |
|                                         |                                        | Sofia di Sassonia-Weissenfels             | Anna Maria di Meclemburgo-Schwerin                     |  |  |       |  |  |                         |  |  |                                       |  |
|                                         |                                        | Sofia di Sassonia-Weissenfels             |                                                        |  |  |       |  |  |                         |  |  |                                       |  |